# Mengabril
Mengabril település Spanyolországban, Badajoz tartományban. Mengabril Don Benito, Guareña és Medellín községekkel határos. Lakosainak száma 491 fő (2024).

## Népesség
A település népessége az utóbbi években az alábbiak szerint változott:
| Lakosok száma | 453  | 455  | 447  | 487  | 465  | 479  | 471  | 475  | 489  | 491  |
|               | 2001 | 2004 | 2006 | 2009 | 2011 | 2014 | 2016 | 2019 | 2021 | 2024 |